# Plug & Pray
Plug & Pray – Von Computern und anderen Menschen ist ein Dokumentarfilm von Jens Schanze über Möglichkeiten und Konsequenzen der Computertechnologie und der künstlichen Intelligenz. Der Titel (wörtlich etwa „einstecken und beten“) ist eine verbreitete Verballhornung der von Microsoft für das Hot Swapping von Geräten eingeführten Bezeichnung „Plug and Play“.

## Handlung
Der Film beschäftigt sich mit einem Menschheitstraum: der Konstruktion intelligenter Maschinen. Führende Wissenschaftler in den USA, Japan, Italien und Deutschland geben Einblick in ihre Projekte, ihre Motivation und ihre Zukunftsvisionen. Sie führen aus, welche Aufgaben computergesteuerten Maschinen und Roboter in Zukunft im täglichen Leben der Menschen übernehmen sollen. Einer der Pioniere der Computerentwicklung, der 1923 in Berlin geborene ehemalige MIT-Professor Joseph Weizenbaum, auch bekannt durch die Entwicklung von ELIZA, nimmt zu den im Film formulierten Zukunftsvisionen seiner Kollegen von einem humanistischen Standpunkt aus Stellung.

## Hintergrund
Der Film wurde in Zusammenarbeit mit dem Bayerischen Rundfunk in den Jahren 2006 bis 2009 produziert. Gefördert wurde die Produktion vom Deutschen Filmförderfonds, der Filmstiftung Nordrhein-Westfalen, dem Beauftragten der Bundesregierung für Kultur und Medien sowie dem FilmFernsehFonds Bayern. Die Dreharbeiten mit Joseph Weizenbaum wurden bis kurz vor seinem Tod im März 2008 durchgeführt.
Seit Januar 2010 lief der Film auf 30 internationalen Filmfestivals, so zum Beispiel im Wettbewerbsprogramm des Festival International de Programmes Audiovisuels (FIPA) 2010 in Biarritz in der Kategorie Creative Documentaries, beim Porto International Film Festival 2010 sowie beim  Festival du Cinema Visions du Réel in Nyon.
Der deutsche Kinostart war am 11. November 2010 über farbfilm verleih im Vertrieb der 24 Bilder Filmagentur.

## Erfindungen: Stationen des Films
- ELIZA
- Kurzweil Reading Machine
- Kurzweil K250 Synthesizer
- Geminoid
- ROBOVIE
- ICub
- Nanobot
- ELROB

## Rezension
„Ein großartiger Ausblick auf die Verheißungen, die Probleme und die ethischen Aspekte der Robotertechnik. Ein wunderbares Konversationsstück und eine erfrischend offene und unvoreingenommene Betrachtung von Wissenschaftlern, die debattieren und ihrer Arbeit nachgehen.“

„Über diese kulturwissenschaftliche Lesart hinaus bleibt ‚Plug & Pray‘ jedoch eine recht konventionelle Dokumentation, die keinerlei eigenständigen Thesen entwickelt. Das gezeigte Material ist zwar umfangreich, einer Zuspitzung über die Kurzweil/Weizenbaum-Dialektik hinaus steht dieser Pluralismus aber eher im Weg.“

„Die Anzahl an Science-Fiction-Filmen, in denen die Existenz oder die künstliche Erschaffung menschenähnlicher Lebewesen, intelligenter Maschinen oder gar eines Menschen thematisiert wird, hat mittlerweile enorme Ausmaße angenommen. Was uns Regisseur und Grimmepreisträger Jens Schanze mit seiner Dokumentation ‚Plug & Pray‘ in die Kinos gebracht hat, geht jedoch näher als jegliche fiktionale Auseinandersetzung mit dem Thema und ist, überraschenderweise, kritischer als es Hollywood je war oder sein könnte.“

## Auszeichnungen
Im Februar 2010 erhielt der Film das Prädikat besonders wertvoll und die Auszeichnung Dokumentarfilm des Monats der Filmbewertungsstelle Wiesbaden.
Beim International Science Film Festival in Paris wurde der Film mit dem Grand Prix der Jury als bester Film ausgezeichnet. In Athen erhielt er beim International Science Film Festival den Science Communication Award für die beste Vermittlung wissenschaftlicher Inhalte an ein breites Publikum. Im spanischen La Coruña wurde Plug & Pray bei der Mostra de Ciencia e Cinema von der internationalen Jury als bester Film ausgezeichnet. Bei der Verleihung des Bayerischen Filmpreises 2010 erhielt Jens Schanze für Plug & Pray die Auszeichnung in der Kategorie Dokumentarfilm.
In Olomouc (Tschechien) erhielt der Film den Best World Science Documentary Film Award.